# New Zealand ved sommer-OL 2024
New Zealand deltog i sommer-OL 2024 i Paris, Frankrig i perioden 26. juli til 11. august 2024.

## Medaljer
| 2024 Paris  | Guld | Sølv | Bronze | Total |
| New Zealand | 10   | 7    | 3      | 20    |

### Medaljevinderne
| New Zealand under sommer-OL 2024 i Paris | New Zealand under sommer-OL 2024 i Paris | New Zealand under sommer-OL 2024 i Paris | New Zealand under sommer-OL 2024 i Paris | New Zealand under sommer-OL 2024 i Paris |
| Medalje                                  | Navn                                     | Sport                                    | Event                                    | Dato                                     |
| ---------------------------------------- | ---------------------------------------- | ---------------------------------------- | ---------------------------------------- | ---------------------------------------- |
| -                                        | -                                        | -                                        | -                                        | -                                        |